# Рэйвон (певец)
Брюс Александр Майкл Брюстер (англ. Bruce Alexander Michael Brewster; 4 января 1968, Барбадос), более известный как Рэйвон (англ. Rayvon) — барбадосский певец и автор песен, известный своей работой с Шэгги.

## Биография
Брюс родился на Барбадосе, вырос в Бруклине, Нью-Йорк. В 1992 году он обрёл популярность в США с помощью своего сингла «Big Up», в котором участвовал Шэгги, также синглы «In the Summertime» и «Angel» тоже стали успешными совместными проектами.
В 1997 году он выпустил свой первый дебютный альбом «Hear My Cry». Его второй альбом, «My Bad», был выпущен в 2002 году лейблом MCA Records.

## Дискография

### Альбомы
- «Hear My Cry» (1997)[5]
- «My Bad» (2002)[5]
- «Rayvon» (2010)[6]

### Синглы
- 1992: «Big Up» (Шэгги при уч. Рэйвона)[5]
- 1994: «Girls Fresh» (Фрэнки Кутласс[англ.] при уч. Рэйвона)[7]
- 1994: «No Guns, No Murder»[5]
- 1995: «In the Summertime» (Шэгги при уч. Рэйвона) #5 UK[5]
- 2001: «Angel» (Шэгги при уч. Рэйвона) #1 US, #1 UK[5]
- 2002: «2-Way» #67 UK[5]
- 2007: «Out Of Control» (Шэгги при уч. Рэйвона)
- 2011: «Selecta» (Kingston 13 Riddim)
- 2014: «Way Up» (Кларенс Джей[англ.] при уч. Рэйвона)
- 2015: «One More Shot»
- 2015: «Nobody’s Business» (Myra Flynn при уч. Рэйвона)
- 2015: «Magical» (Fish & Bammy Riddim)
- 2016: «Can’t Resist Your Touch» (Hypnotize Riddim)
- 2016: «Nuff Tings» (Chanelle Gray при уч. Рэйвона)
- 2017: «Sugarcane» (Рэйвон & Sugar Bear)
- 2017: «Trouble Again»
- 2018: «Blaze Like a Fire» (Рэйвон & Redfox)
- 2018: «Statement» (General Degree & Рэйвон)
- 2018: «Blaze Like A Fire» (Redbull Riddim)
- 2019: «Now That We Found Love» (Рэйвон & Sugar Bear)
- 2019: «When She Loves Me» (Шэгги при уч. Рэйвона)
- 2019: «I See You» (Рэйвон & Sugar Bear)